# Борис Дало
Борис Дало (фр. Boris Dallo; Нант, 12. март 1994) француски је кошаркаш. Игра на позицији плејмејкера и бека.

## Каријера
Свој деби у професионалној кошарци имао је у сезони 2012/13, у дресу француског прволигаша Поатјеа. У августу 2013. је потписао четворогодишњи уговор са Партизаном. Са клубом из Хумске постао је шампион Србије 2014. године. Након две сезоне проведене са црно-белима, напустио је клуб. У сезони 2015/16. је био члан Олимпик Антиба. Сезону 2016/17. је провео у НБА развојној лиги као играч Лонг Ајленд нетса. У сезони 2017/18. је био играч грчког Паниониоса.

## Успеси

### Клупски
- Партизан:
  - Првенство Србије (1): 2013/14.